# Sant Miquel del Mont
Sant Miquel del Mont és una església del municipi de la Vall de Bianya, a la comarca catalana de la Garrotxa.
Al cim de la muntanya homònima, amb una cota de 792,6 metres, s'hi troba l'església romànica de Sant Miquel del Mont i un vèrtex geodèsic (referència 296087001 de l'ICGC).

## Església
És un edifici d'una sola nau rectangular amb absis semicircular mirant a llevant. La coberta és a dues vessants, tret de l'absis que és a una vessant, i feta de teula àrab. L'aparell és de carreus ben escairats.
El portal d'entrada compta amb tres arcs de mig punt en gradació, timpà i llinda. Es conserven dos àbacs però no les columnes de les que, suposadament, formaven part. A la part dreta del portal hi ha una finestra d'arc de mig punt i de doble esqueixada. El perímetre exterior del temple és resseguit per un fris que es desenvolupa per la part superior dels murs, sustentats per petites mènsules. Al mur exterior de l'absis es pot veure un sòcol bisellat més ample que la resta de la conca absidal. A la façana de ponent es troba el campanar, d'espadanya i doble obertura.
A l'interior una cornisa indica el punt d'arrencada de la volta, que és lleugerament apuntada a la nau central i de mig cercle a l'absis. Als murs i a l'absis existeixen mènsules decorades amb elements ornamentals, malauradament en molt dolentes condicions. A la cornisa hi ha un tipus de decoració figurativa amb la representació d'una figura humana. Aquests relleus presenten una certa similitud amb els relleus de l'interior de l'església de Sant Vicenç al Sallent i amb els capitells de Santa Maria de Porqueres.
Sota l'església hi ha vestigis d'una torre de guaita possiblement romana de 5,5 m × 5,5 m de costat i 0,7 m de gruix, amb un recinte exterior de 14,5 m a 17,5 m. La seva alçada devia ser de tres a cinc metres. El mateix nom de Sant Miquel pot indicar que abans hi havia un oratori dedicat al déu Mercuri.
L'església fou consagrada l'any 958 pel bisbe de Girona Arnulf. La primitiva edificació fou substituïda per l'actual fàbrica. En data indeterminada va perdre la categoria de parròquia i es convertí en sufragània de Santa Margarida de Bianya.
A mitjan segle xvi hi ha una referència documental de l'enderroc del campanar vell. El temple fou restaurat el 1933.